# Когда Россия будет иметь атомную бомбу?
«Когда Россия будет иметь атомную бомбу?» — брошюра американских авторов Д. Хогертона и Э. Рэймонда, изданная в 1948 году Издательством иностранной литературы и представлявшая собой перевод двух их статей из журнала Look (с англ. — «Взгляд»). Столь критический, тенденциозный обзор состояния советской промышленности был впервые опубликован в СССР; авторы статей предполагали, что СССР сможет создать атомную бомбу не ранее 1954 года.
Брошюру и предисловие к ней часто цитируют в атомной литературе. В 2006 году она была полностью перепечатана в сборнике «Атомный проект СССР. Документы и материалы».

## Предисловие
В изданной брошюре автор предисловия не был указан. В различные годы авторство приписывалось И. В. Курчатову и И. В. Сталину. В 2003 году стало известно, что предисловие к брошюре написал М. И. Рубинштейн, а редактировал его лично И. В. Сталин.

## Макеты брошюры
Экземпляр макета брошюры из президентского архива (с поправками Сталина) — не единственный сохранившийся. В личных документах М. Рубинштейна сохранились ещё два, несколько отличающихся, экземпляра этого макета. Первый — без предисловия, отличающийся типографским оформлением (шрифтом, обложкой). Вероятно, в таком виде статьи были направлены Б. Л. Ванникову и И. В. Курчатову для ознакомления и замечаний.
Второй экземпляр — рабочий, с вклеенным предисловием, с многочисленными рукописными поправками автора и с вписанными им, очевидно позднее, поправками Сталина. Фамилия автора предисловия в этом экземпляре не заклеена, как в архивном экземпляре. Текст предисловия в обоих экземплярах идентичен; нумерация страниц предисловия и основного текста — раздельная. Архивный экземпляр отличается сквозной нумерацией страниц предисловия и основного текста, а также добавленными примечаниями редактора к основному тексту, то есть был перепечатан заново.
Таким образом, существует не менее трёх вариантов макета брошюры. Вероятно, был четвёртый, представляющий собой окончательную редакцию. Всё это свидетельствует о том, с каким вниманием и тщательностью готовилось издание брошюры.
Если сравнить тексты предисловия в архивном экземпляре и в изданной брошюре, то становится ясно, что текст был отредактирован и после правок Сталина, который внёс сравнительно небольшие исправления: дописал 8 строк, вычеркнул 17 строк, ввёл 4 малых поправки. После него предисловие подверглось весьма существенной редакторской правке (исправлено 2/3 абзацев); возможно, она была выполнена заместителем директора издательства иностранной литературы П. А. Вишняковым, однако точно установить этого не удалось.

## Архивные документы
В ГАРФ хранятся документы, имеющие отношение к изданию брошюры, прежде всего, данные о тираже (издательство не указывало тиражей выпускаемых им изданий), которые указывают на то, что тираж составил 30 тыс. экземпляров.
М. Рубинштейн в тот период входил в состав научно-редакционного совета издательства иностранной литературы и присутствует в списке авторов предисловий к книгам издательства за второй квартал 1948 года, но никаких других предисловий к книгам издательства тогда не писал. Сигнальный экземпляр брошюры в числе других адресатов был направлен помощнику Сталина А. Н. Поскрёбышеву.
По настоящее время остаются невыясненными вопросы, по чьему указанию была издана брошюра (имеются два неподтверждённых варианта — по указанию И. В. Курчатова либо И. В. Сталина), кто подбирал статьи для перевода и пр.